# Ireneusz Marcinkowski
Ireneusz Marcinkowski (ur. 28 września 1977 r.) – piłkarz polski, obrońca, były zawodnik Polonii Bytom. Obecnie zawodnik KS Kolejarz Chałupki.
Pierwszy klub: Peberow Krzanowice, w latach 2000–2001 grał we Włókniarzu Kietrz, w Polonii Bytom od sezonu 2004/2005. Debiutował w rozgrywkach ekstraklasy 28 lipca 2007 roku w meczu z Jagiellonią.